# Parholaspididae
Famille
Les Parholaspididae Evans, 1956 (Parholaspidae) sont une famille d'acariens Mesostigmata. Elle contient 12 genres et plus de 100 espèces.

## Classification
- Gamasholaspis Berlese, 1903 synonyme Evansolaspis Bregetova & Koroleva, 1960
- Holaspina Berlese, 1916 synonymes Parholaspulus Evans, 1956 et Neoparholaspulus Krantz, 1960
- Holaspulus Berlese, 1904
- Hyattolaspina Datta & Bhattacharjee, 1991
- Krantzholaspis Petrova, 1967
- Krantzolaspina Datta & Bhattacharjee, 1988
- Lattinella Krantz, 1960
- Neparholaspis Evans, 1956
- Parholaspella Krantz, 1960
- Parholaspis Berlese, 1918
- Proparholaspulus Ishikawa, 1980
- Snaveolaspis Johnston, 1969